# Kolonits Ádám
Kolonits Ádám (1651 – 1726) kollegrádi gróf, lovassági tábornok.
Katonai pályafutását a Czobor huszárezredben kezdte, amelynek 1691-ben ezredesi rangban annak parancsnoka lett. Először a francia hadszíntéren, majd Itáliában vitézkedett. 1708-ban a Mosel mellett, majd Flandriában Savoyai Jenő alatt már altábornagyként harcolt, majd lovassági tábornokként az egész magyar lovasság főfelügyelője lett. 
1713-ban, hangoztatott magyarsága miatt kegyvesztett lett, és megválván a hadseregtől birtokára vonult vissza.